# Sigurd Andersen
Sigurd Andersen (2. august 1894 i Bangkok – 14. januar 1961) var en dansk godsejer og hofjægermester, bror til Kay Andersen.
Han var søn af etatsråd H.N. Andersen og hustru Maria født Benedictsen og var ejer af Oxholm og Klavsholm fra 1918. Andersen var medlem af Øland Sogneråd 1925-33 og medlem af bestyrelsen for A/S Det Østasiatiske Kompagni.
Han blev gift første gang 7. august 1918 med Vera Blom (30. august 1898 i København - ?). Anden gang ægtede han 5. marts 1947 Maria Kokholm (17. januar 1906 - ?).